# Épidémie de variole à Vannes et Brest
L’épidémie de variole à Vannes et Brest est la dernière épidémie de variole recensée en France. Elle sévit dans ces deux villes bretonnes entre décembre 1954 et mai 1955, causant le décès de 20 personnes pour 98 cas.

## Contexte
Au début du XXe siècle, la variole est plus fréquente en France qu'en Allemagne, un des premiers pays à adopter la vaccination obligatoire dans l'armée (Prusse, 1833) et pour les enfants (1874),. En France, la vaccination contre la variole est rendue obligatoire chez l'enfant en 1902, et il est prévu de la répéter aux âges de 11 ans et 21 ans. Cette loi est néanmoins peu appliquée, sauf par l'armée qui tire les leçons de la guerre de 1870-1871 (125 000 cas de variole avec un taux de mortalité de 18,7 %, contre près de 8 500 cas avec 5,4 % de mortalité dans l'armée prussienne).
De 1914 à 1917, l'armée française ne reporte aucun cas de variole. En population générale, quelques centaines de cas sont notifiés chaque année en France métropolitaine, jusqu'au dernier cas autochtone survenu en 1936.
À partir de 1936, des épidémies locales par cas importés des colonies surviennent encore, mais la variole reste sous une forme mineure, et la seconde guerre mondiale n'aggrave pas la situation de la variole en France. Les principaux centres d'infection sont Paris et surtout Marseille, porte de l'Orient pour les voyageurs et marchandises en provenance de pays endémiques, notamment lors de la guerre d'Indochine (1946-1954).  
En 1952, un soldat de retour d'Indochine est hospitalisé près de Paris pour une varicelle douteuse. L'infection est transmise au médecin-chef qui contamine son fils âgé de 8 ans. Celui-ci part en vacances, incubant la maladie, dans un village près de la frontière belge, où se déclarent 37 cas de variole dont 2 décès. La même année, un cas semblable se produit à l'hôpital Michel-Lévy de Marseille, où se déclarent 45 cas dans la population dont 1 décès, ce qui donne lieu à 570 000 vaccinations dans la ville.
Ces petites épidémies se produisent presque tous les ans, jusqu'à la dernière, en Bretagne, en 1954-1955.

## Origine
Les accords de Genève, mettant fin à la guerre d'Indochine, sont signés en juillet 1954. À l'automne, une épidémie de variole au Viêt Nam provoque 377 cas et 56 décès. Le 11 novembre, un sergent parachutiste, hospitalisé à Saïgon (on saura plus tard qu'il a été contaminé au cours de cette hospitalisation) est rapatrié en France et hospitalisé à l'hôpital militaire Percy, près de Paris. Le 17, il en sort pour une permission et se rend dans sa famille à Vannes.
Quelques jours plus tard, il est pris d'un accès fébrile et est de nouveau hospitalisé à Percy le 24, où il présente un syndrome de Guillain-Barré. Cette complication est rarissime au cours de la variole, et en l'absence d'éruption, les médecins ne pensent pas à la variole chez ce militaire vacciné, dont l'état d'abord grave, s'améliore et guérit dans le mois qui suit.
Le 7 décembre, son fils Daniel resté à Vannes, âgé de 18 mois, présente une fièvre éruptive qui nécessite son hospitalisation. Les diagnostics suspectés sont alors un pemphigus infectieux ou une varicelle grave.
L'origine la plus probable de l'épidémie de Vannes est que le militaire vacciné a présenté une variole non éruptive, et qu'il l'a transmise directement à son fils non vacciné. Selon la rumeur publique, l'enfant a été contaminé par un cadeau de son père : un pyjama acheté au marché de Cholon et qui aurait contenu des « croûtes varioleuses »,,.

## Déroulement
L'évolution de l'enfant du militaire est favorable, mais le 21 décembre, son médecin traitant, le pédiatre hospitalier George Cadoret, présente une grippe qui le force à s'aliter jusqu'au 25, ce qui est interprété par la suite comme une variole bénigne chez un vacciné ancien. 
De retour dans son service, Cadoret apprend que trois enfants déjà hospitalisés, dont une petite de six mois,  et une employée de l'hôpital ont présenté une varicelle. Le 31 décembre, 6 nouveaux petits enfants fébriles avec la même éruption synchronisée sont reçus par Cadoret qui pense alors à la variole. Les autorités régionales et nationales sont alertées.
Le 3 janvier, l'institut Pasteur de Paris fait savoir que les prélèvements examinés au microscope électronique sont fortement en faveur de la variole. Le même jour, parmi les trois enfants contaminés à l'hôpital, la fillette de six mois décède.
L'épidémie de Vannes, d'abord circonscrite à l'hôpital, se propage à l'extérieur, avant les mesures de consignation et de vaccinations prises à partir du 3 janvier. Du 3 au 18 janvier apparaissent tous les jours de nouveaux cas, avec un maximum le 9 janvier, puis le nombre de cas diminue rapidement à partir du 19 janvier.
En février, une petite épidémie ressurgit à l'hospice de vieillards de Vannes contigu à l'hôpital de 7 cas dont un décès : un résident avait récupéré de vieux journaux pour les revendre, et ils avaient appartenu à des patients. Quelques cas de variole légère sans gravité se déclarent dans un hospice et un hôpital de Brest. La dernière épidémie de variole en France se termine le 11 mai 1955.

## Mesures et réactions
Dès le 1er janvier 1955, le service de pédiatrie de l'hôpital est consigné, puis l'hôpital lui-même. Le 3 janvier, la décision est prise de vaccinations et revaccinations collectives à l'échelle de la préfecture. La lutte contre l'épidémie est dirigée par Guy Grosse (1911-1955), médecin-inspecteur principal de la santé du Morbihan (DDASS) qui est revacciné le même jour,.
À partir du 6 janvier, il organise les vaccinations collectives de 250 000 habitants de la circonscription de Vannes qui s'effectuent en quelques jours. Il contracte la variole, est transporté le 17 janvier à l'hopital, où il décède le 24 janvier 1955. « Victime de son devoir », il est cité à l'ordre de la Nation le 26 janvier par Pierre Mendès France, président du Conseil des Ministres, et fait Chevalier de la Légion d'honneur à titre posthume le 27 janvier. Un médecin chef de service de l'hôpital de Vannes, André Amphoux, contracte aussi la variole, mais avec une forme fruste de la maladie. Selon lui, « l'épidémie s'est propagée parce que beaucoup de familles se sont dérobées à la vaccination obligatoire des enfants contre la variole ».
Partout les malades non hospitalisés font l'objet de mesures d'isolement à domicile. Les localités touchées du Morbihan sont consignées par la gendarmerie départementale sur ordre du médecin-général de la 3e région militaire (région de Rennes à l'époque).
L'épidémie fait beaucoup de bruit en Europe : des médecins viennent en observation, d'Angleterre, d'Allemagne, de Norvège, et de la base américaine de La Rochelle. Dans le public, dès que l'épidémie de variole est connue, tout le monde veut être vacciné. Une sorte de panique se développe en Bretagne et dans une partie de la France. Des rumeurs sont répercutées dans les médias : la revue Paris-Match, dans son numéro de la semaine du 5 au 12 février 1955 fait état d'une « épouvante devant les cercueils arrivant en gare sur des wagons ».

## Bilan

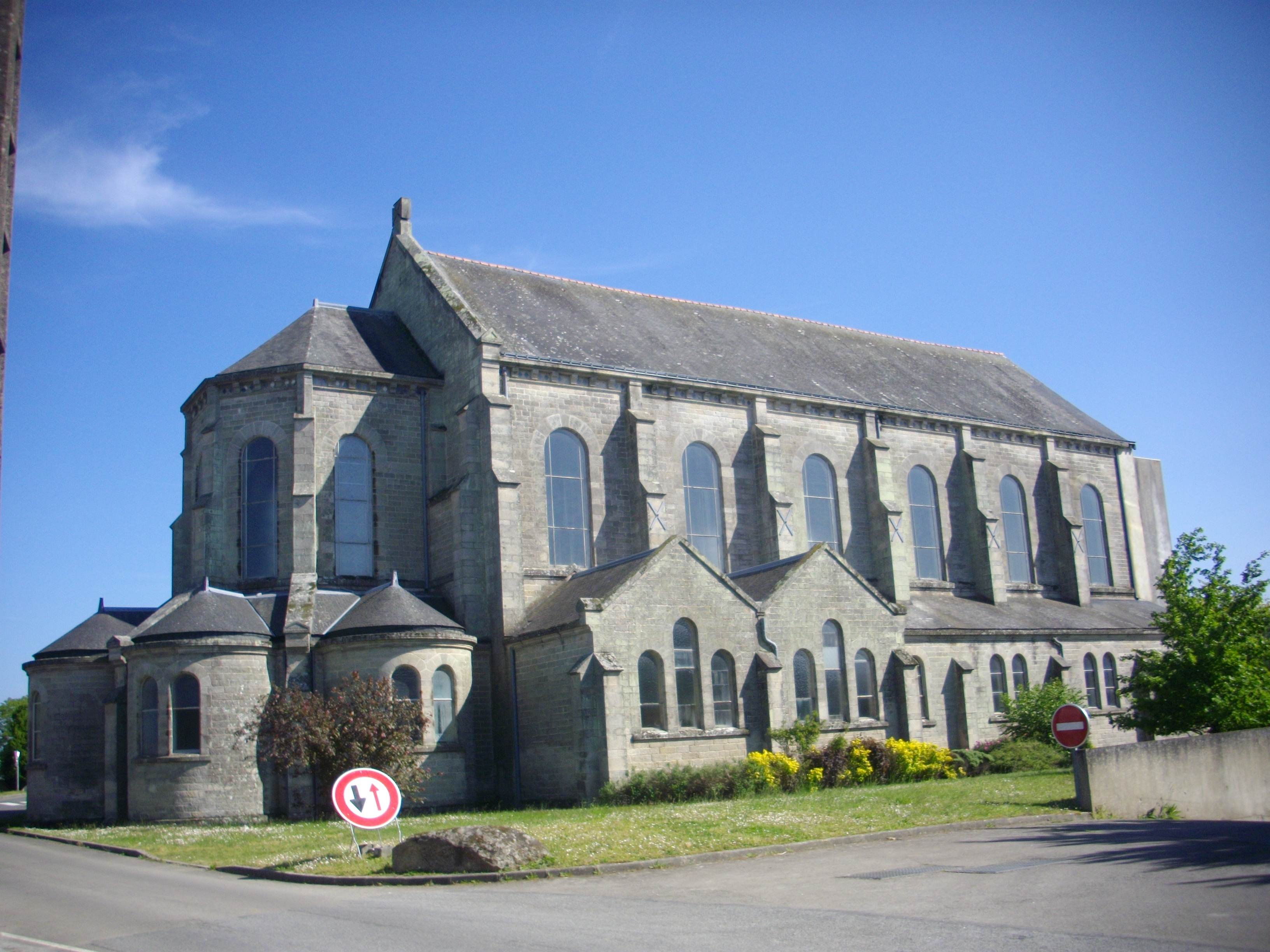
Chapelle du Grador, de l'hôpital de Vannes.

Au total, l'épidémie bretonne est de 98 cas (74 dans le Morbihan et 24 dans le Finistère) dont 20 décès (16 à Vannes et 4 à Brest), soit une mortalité globale de 22,4 %. Dans le Morbihan 18 enfants de moins de 10 ans ont été touchés, dont 15 non vaccinés (5 décès dont 3 de moins de un an).
Onze médecins ont été atteints de variole, tous (sauf Guy Grosse, décédé de variole hémorragique) ont fait une forme bénigne. Il a été jugé que le vaccin de l'époque était efficace en limitant la diffusion de la maladie en situation épidémique, en apportant une immunité dès le 11e jour après la vaccination ; alors que les injections de gamma-globulines antivarioliques de l'Institut Pasteur n'ont eu que de faibles résultats,.